# Nová radnice (Bratislava)
Nová radnice (také Magistrát města Bratislavy) je budova na Primaciálním náměstí v Bratislavě od autora Emila Bellus.
Prudký poválečný rozvoj města Bratislava zapříčinil, že Primaciální palác již kapacitně nepostačoval radničním účelům. Proto byla vypsána u nás první poválečná architektonická soutěž na budovu nové radnice. V historickém centru města se měla postavit budova, která by vytvořila se starší radnicí a palácem jednotný celek. Výsledný návrh od Emila Belluše byl posuzován kladně v rámci přístupu k historickým památkám. Autor se otázkou postavení nové radnice zabýval i teoreticky, a to již v roce 1939 v časopise Technický obzor slovenský, kde byla zveřejněna jeho studia s názvem Problém nové radnice hlavního města Slovenska. 
Nová radnice stojí na místě bývalého jezuitského kláštera, ke kterému se plánovalo přistavět jen nové, moderní křídlo. Avšak již při přípravných pracích se zřítila čelní část kláštera, tedy bylo nezbytné navrhnout a postavit i čelní fasádu, orientovanou přímo do Primaciálního náměstí. V budově našli své prostory všechny administrativní složky každodenní zprávy, přičemž původně používané budovy a prostory byly přenechány pro reprezentační, galerijní, muzejní a expoziční účely, zasedání a svatební obřady. 
Budova má půdorys tvaru písmene „T“ s čistou administrativní činností. Čtyři nadzemní podlaží vrcholí šikmou střechou s vikýři. Parter ukončuje kordonová římsa, nad kterou se nachází pás francouzských oken prvního patra. Ve vyšších podlažích se fasáda zjednodušuje. Celkově není koncipována symetricky, autor zde vytvořil průchozí parter v podobě přístavku na čtyřech sloupech. Kolmé křídlo je delší, krčkem napojené na hlavní budovu a ukončené plochou střechu. V hmotě je akcentována zasedací místnost, co se na fasádě projevuje jako arkýř s reliéfní výzdobou. Konstrukce byla vyhotovena jako skelet s výplňovým cihelným zdivem. Vnější povrchová úprava je řešena obkladem plochými kamennými deskami. Fasáda svým členěním reaguje na historické okolí.  
Stavba byla zrealizována v roce 1948.